# Fellen
Fellen er en kommune i Landkreis Main-Spessart i regierungsbezirk Unterfranken i den tyske delstat Bayern. Den er en del af Verwaltungsgemeinschaft Burgsinn.

## Geografi
Fellen ligger i Region Würzburg.
I kommunen er der ud over Fellen, landsbyerne Rengersbrunn, Wohnrod og Neuhof.